# Chiesa di Santa Maria Assunta (Brenzone sul Garda)
La chiesa di Santa Maria Assunta è la parrocchiale di Castello, frazione del comune sparso di Brenzone sul Garda, in provincia e diocesi di Verona; fa parte del vicariato del Lago Veronese-Caprino.

## Storia
Il luogo di culto originario di Castello, dipendente dalla pieve di Malcesine, fu costruito nella prima metà del XIV secolo su finanziamento del notaio Bortolo Noto del fu Bonaventura e fu dedicato a santa Maria. Il 7 luglio del 1579 un decreto di papa Gregorio XIII elevò la cappella, nel frattempo assegnata alla chiesa di San Giovanni di Magugnano, a sede di rettoria, mentre fu necessario attendere il 23 dicembre 1797 affinché essa ottenesse l'autonomia e divenisse parrocchiale, per decisione del vescovo di Verona Giovanni Andrea Avogadro.
Nel 1813 furono avviati i lavori di completa ricostruzione dell'antico tempio medievale in stile neoclassico; mentre gran parte della chiesa fu completata nel 1829, il cantiere fu portato a termine solo negli anni seguenti, con la riedificazione del presbiterio e del campanile.
Nei primi decenni del XX secolo il luogo di culto fu interessato da nuovi interventi, che riguardarono la realizzazione della pavimentazione interna e la ricostruzione della parte sommitale del prospetto principale; infine, il 16 luglio 1930 il vescovo di Verona Girolamo Cardinale presiedette la solenne cerimonia di consacrazione della chiesa, che otto anni dopo fu affrescata nella zona presbiteriale.
Tra il 1965 e il 1970 la chiesa fu adeguata alle norme postconciliari mediante l'aggiunta dell'altare a mensa rivolto verso l'assemblea, in seguito sostituito nel 2008; nel frattempo, nel 1995 gli esterni dell'edificio e il campanile furono interessati da restauri

## Descrizione

### Esterno
La facciata a capanna della chiesa, rivolta a nordest, è suddivisa da una cornice marcapiano modanata in due registri, entrambi scanditi da lesene; quello inferiore presenta il portale d'ingresso architravato e sopra una finestra semicircolare, mentre quello superiore è coronato da un frontoncino centrale e da una balaustra, sormontata da pinnacoli.
Annesso alla parrocchiale è il campanile a base quadrata, la cui cella presenta su ogni lato una monofora a tutto sesto ed è coronata dalla guglia piramidale.

### Interno
L'interno dell'edificio si compone di un'unica navata, sulla quale si affacciano le cappellette laterali introdotte da archi a tutto sesto e le cui pareti sono caratterizzate dalla trabeazione modanata e aggettante sopra la quale si imposta la volta a botte; al termine dell'aula si sviluppa il presbiterio, rialzato di alcuni gradini e chiuso dall'abside, coperta dal catino a cinque vele.